# Margaret Hamilton
Margaret Heafield Hamilton (født Heafield 17. august 1936 i Paoli i Indiana) er en amerikansk datalog, systemanalytiker og iværksætter. Hun var tidligere direktør for softwareafdelingen på MIT Instrumentation Laboratory, der udviklede on-board flight software til Apollo-programmet. På et kritisk tidspunkt i løbet af Apollo 11-missionen afværgede arbejde udført af Hamiltons gruppe, at månelandingen blev afbrudt. I 1986 grundlagde hun Hamilton Technologies Inc. i Cambridge, Massachusetts , hvor hun er også er administrerende direktør. Virksomheden blev udviklet omkring Universal Systems Language der bygger på hendes idéer om "Development Before the Fact" (DBTF) indenfor system- og softwaredesign.
Hamilton har udgivet mere end 130 videnskabelige artikler, kongresberetninger og rapporter relateret til 60 projekter og seks store programmer som hun har været involveret i.

## De tidlige år
Margaret Heafield var datter af Kenneth Heafield og Ruth Esther Heafield (født Partington). Hun gik ud fra Hancock High School 1954 og læste siden til bachelor i matematik med filosofi som sidefag ved Earlham College, hvor hun afsluttede studierne 1958. Efter sin eksamen underviste hun i matematik og fransk i gymnasiet i en kortere periode, mens hendes mand afsluttede sin akademiske grunduddannelse. Hun flyttede til Boston, Massachusetts for at påbegynde sin PhD i abstrakt matematik ved Brandeis University. I 1960 fik hun en midlertidig ansættelse ved MIT for at udvikle software der kunne beregne vejrprognoser med brug af af LGP-30- og PDP-1-computere (ved Marvin Minskys Project MAC) for professor Edward Norton Lorenz ved institutet for meteorologi. På dette tidspunkt havde datalogi og programmering endnu ikke blevet selvstændige discipliner, og de der lærte sig kode gjorde det gennem hårdt arbejde ved siden af de andre arbejdsopgaver.
Fra 1961 til 1963 arbejdede hun med SAGE Project ved Lincoln Labs hvor hun var en af verdens første programmør der skrev software til den første AN/FSQ-7-computer (også kaldet XD-1), med formål at kunne søge efter og overvåge  "fjendtlige" fly. Hun skrev også software for Air Force Cambridge Research Laboratories.

## NASA
Hamilton begyndte hos Charles Stark Draper Laboratory ved MIT som på det tidspunkt arbejdede med Apollo-programmet. Der blev hun efterhånden direktør og ansvarlig for softwareudviklingen til Apollo og Skylab.
Hos NASA var Hamiltons gruppe ansvarlig for den software, der var nødvendig for at kunne navigere til, og lande på, månen. Den samme software blev senere brugt i en række missioner, herunder Skylab. Hun arbejdede på at få erfaringer i en tid hvor der ikke var nogen reel uddannelse i programmering og software-design.
Hun er blandt andet ekspert i systemdesign og softwareudvikling, procesmodellering, udviklingsmetoder, modelleringssprog for formelle systemer, automatiseret livscyklus-styring, metoder til at sikre softwares pålidelighed og mulighed for genbrug, domæneanalyse.

### Apollo 11-missionen
Hamiltons arbejde forhindrede at Apollo 11s landing på månen blev afbrudt. Tre minutter før månelanderen nåede månens overflade, var en række alarmer gået i gang. Computeren var overbelastet af indgående data fordi radarsystemet, som ikke var nødvendig for at foretage den egentlige landing, hele tiden opdaterede en tæller i computeren, hvilket betød at navigations-computeren ikke kunne afvikle alle sine opgaver i tide og måtte udskyde nogle af dem. Takket være dens robuste arkitektur kunne computeren fortsætte med at fungere, og den software der var blevet udviklet til månelandingerne, der benyttede sig af asynkron afvikling, fik højere prioritet end de enklere operationer. Fejlen blev sporet til en fejl på en tjekliste.
Because of the flight software's system-software's error detection and recovery techniques that included its system-wide “kill and recompute” from a "safe place" restart approach to its snapshot and rollback techniques, the Display Interface Routines (AKA the priority displays) together with its man-in-the-loop capabilities were able to be created in order to have the capability to interrupt the astronauts' normal mission displays with priority displays of critical alarms in case of an emergency. This depended on our assigning a unique priority to every process in the software in order to ensure that all of its events would take place in the correct order and at the right time relative to everything else that was going on.

## Privat virksomhed
Fra 1976 til 1984 var Hamilton administrerende direktør for et firma som hun var var med til at grundlægge, Higher Order Software (HOS). HOS udviklede produktet USE.IT som var baseret på HOS-metodologi.
I 1986 grundlagde hun Hamilton Technologies, Inc. i Cambridge, Massachusetts, hvor hun også er administrerende direktør. Selskabet blev udviklet omkring Universal Systems Language (USL) og dets tilhørende, automatiserede miljø, 001 Tool Suite, som er bygget på hendes idé om ”Development Before The Fact” (DBTF) for systemdesign og softwareudvikling.

## Arven efter Margret Hamilton
Hamilton anses for at have opfundet udtrykket "software engineering".
Da Hamilton begyndte at anvende udtrykket "software engineering", blev softwareudvikling (engelsk: software engineering) ikke taget alvorligt sammenlignet med andre former for ingeniørfag, og det blev heller ikke betragtet som en videnskab. Hun begyndte at anvende udtrykket "software engineering" under de tidlige Apollo-missioner, for at give software den samme legitimitet som andre ingeniør-discipliner, som f.eks. hardware-udvikling, nød. Over årene har udtrykket "software engineering" vundet den samme respekt som de andre discipliner.
"At MIT she assisted in the creation of the core principles in computer programming as she worked with her colleagues in writing code for the world's first portable computer".
Hamiltons innovationer rækker langt udover at spille en vigtig rolle i at sætte mennesker på månen. Hamilton udfordrede, sammen med andre kvindelige ingeniører, den tids mandsdominerede teknologibranche, hvilket har været med til at gøre det lettere for kvinder at gå ind i STEM (Science, Technology, Engineering and Mathematics - dansk: Naturvidenskab, Teknologi, Ingeniørfag og Matematik).

### Priser
- 1986, Augusta Ada Lovelace Award, Association for Women ind i Computing.
- 2003, NASA Exceptional Space Act Award for scientific and technical contributions. Prisen inkluderede $37,200 den største pengesum der er blevet tildelt en person i NASAs historie.[22][23]
- 2009, Outstanding Alumni Award, Earlham College.
- 2016, Presidential Medal of Freedom, NASA[24]

## Udgivelser
- M. Hamilton (1994), "Inside Development Before the Fact," cover story, Special Editorial Supplement, 8ES-24ES. Electronic Design, Apr. 1994.
- M. Hamilton (1994), "001: A Full Life Cycle Systems Engineering and Software Development Environment," cover story, Special Editorial Supplement, 22ES-30ES. Electronic Design, Jun. 1994.
- M. Hamilton, Hackler, W. R.. (2004), Deeply Integrated Guidance Navigation Unit (DI-GNU) Common Software Architecture Principles (revised dec-29-04), DAAAE30-02-D-1020 and DAAB07-98-D-H502/0180, Picatinny Arsenal, NJ, 2003-2004.
- M. Hamilton and W. R. Hackler (2007), "Universal Systems Language for Preventative Systems Engineering," Proc. 5th Ann. Conf. Systems Eng. Res. (CSER), Stevens Institute of Technology, Mar. 2007, paper #36.
- M. Hamilton and W. R. Hackler (2007), "A Formal Universal Systems Semantics for SysML", 17th Annual International Symposium, INCOSE 2007, San Diego, CA, Jun. 2007.
- M. Hamilton and W. R. Hackler (2008), "Universal Systems Language: Lessons Learned from Apollo", IEEE Computer, Dec. 2008.